# بول كيبسيلي كويتش
بول كيبسيلي كويتش (بالإنجليزية: Paul Kipsiele Koech) مواليد 10 نوفمبر 1981، هو عداء كيني متخصص في 3000 متر موانع. مثل بلاده في الأولمبياد وحصل على الميدالية البرونزية.

## سجل المنافسة
| العام | المسابقة                                    | المكان             | المركز | ملاحظة       |
| ----- | ------------------------------------------- | ------------------ | ------ | ------------ |
| 2003  | ألعاب عموم أفريقيا 2003                     | أبوجا، نيجيريا     | 2      |              |
| 2003  | نهائي ألعاب القوى العالمي 2003              | مونت كارلو، موناكو | 2      |              |
| 2004  | الألعاب الأولمبية الصيفية 2004              | أثينا، اليونان     | 3      |              |
| 2004  | نهائي ألعاب القوى العالمي 2004              | مونت كارلو، موناكو | 3      |              |
| 2005  | بطولة العالم لألعاب القوى 2005              | هلسنكي، فنلندا     | 7      |              |
| 2005  | نهائي ألعاب القوى العالمي 2005              | مونت كارلو، موناكو | 1      |              |
| 2006  | بطولة أفريقيا لألعاب القوى 2006             | موريشيوس           | 1      |              |
| 2006  | نهائي ألعاب القوى العالمي 2006              | شتوتغارت، ألمانيا  | 1      |              |
| 2006  | كأس العالم لألعاب القوى 2006                | أثينا، اليونان     | 2      |              |
| 2007  | نهائي ألعاب القوى العالمي 2007              | شتوتغارت، ألمانيا  | 1      |              |
| 2008  | بطولة العالم لألعاب القوى داخل الصالات 2008 | بلنسية، إسبانيا    | 2      | 3000 م       |
| 2008  | نهائي ألعاب القوى العالمي 2008              | شتوتغارت، ألمانيا  | 1      |              |
| 2009  | بطولة العالم لألعاب القوى 2009              | برلين، ألمانيا     | 4      |              |
| 2009  | نهائي ألعاب القوى العالمي 2009              | سالونيك، اليونان   | 2      | 3000 م موانع |
| 2010  | الدوري الماسي 2010                          |                    | 1      | 3000 م موانع |

## روابط خارجية
- بول كيبسيلي كويتش على موقع الاتحاد الدولي لألعاب القوى (الإنجليزية)
- بول كيبسيلي كويتش على موقع الدوري الماسي (الإنجليزية)
- بول كيبسيلي كويتش على موقع أوليمبيديا (الإنجليزية)